# Hannelore Blumenberg
Hannelore Blumenberg, geb. Hecker (* 30. Mai 1934 in Braunschweig) ist eine ehemalige deutsche Hockeynationalspielerin.

## Karriere
Hannelore Blumenberg begann 1947 beim MTV Braunschweig mit dem Hockeyspielen, 1954 wechselte sie zu Eintracht Braunschweig. Mit der Eintracht gewann sie bis zu ihrem Rücktritt vom Leistungssport 1979 als Spielertrainerin sechs deutsche Meisterschaften im Feld- und drei Meistertitel im Hallenhockey.
Für die deutsche Nationalmannschaft bestritt die ehemalige Rekordnationalspielerin zwischen 1955 und 1969 42 Länderspiele.
1962 wurde Hannelore Blumenberg das Silberne Lorbeerblatt verliehen. Von 1960 bis 1979 war sie außerdem Damenwartin des Niedersächsischen Hockey-Verbandes.